# Blodhemn
 (mars 2024).
Si vous disposez d'ouvrages ou d'articles de référence ou si vous connaissez des sites web de qualité traitant du thème abordé ici, merci de compléter l'article en donnant les références utiles à sa vérifiabilité et en les liant à la section « Notes et références ».
Albums de Enslaved
Eld
(1997) Mardraum - Beyond the Within
(2000)
Blodhemn est le quatrième album studio du groupe de Black metal norvégien Enslaved. Il est sorti en 1998 sous le label Osmose Productions.

## Musiciens
- Grutle Kjellson - Chant, Basse
- Ivar Bjørnson - Guitare, Claviers
- Richard Kronheim - Guitare
- Dirge Rep - Batterie

## Liste des morceaux
1. Audhumla, Birth of the worlds – 1:11
2. I lenker til Ragnarok – 5:39
3. Urtical Gods – 3:20
4. Ansuz Astral – 4:55
5. Nidingaslakt – 3:23
6. Eit auga til Mimir – 4:25
7. Blodhemn – 5:33
8. Brisinghamen – 3:32
9. Suttungs mjød – 7:47